# Скотопрогонная улица
Скотопрого́нная у́лица — улица в центре Москвы в Таганском и Нижегородском районах между Нижегородской и Малой Калитниковской улицами.

## История
Название дано в XIX веке в связи с тем, что до постройки специальной железнодорожной ветки по этой улице прогоняли скот на городские бойни (позже на этом месте возник старейший Московский, ныне Микояновский,  мясокомбинат). С 1922 по 1988 годах — 2-я Скотопрогонная улица (с 1925 по 1936 годы в том же районе существовала и 1-я Скотопрогонная улица).

## Описание
Скотопрогонная улица начинается от рампы съезда Нижегородской улицы на Третье транспортное кольцо и Большой Калитниковской, проходит на юго-запад, пересекает Среднюю Калитниковскую, слева к ней примыкает Автомобильный проезд и заканчивается на Малой Калитниковской. Справа от улицы находятся Новоконная площадь, Калитниковский пруд и восточный край Калитниковского кладбища, слева — промышленная зона. За Малой Калитниковский проезд от улицы проходит к Микояновскому мясокомбинату.

## Здания и сооружения
По нечётной стороне:
- № 35 — Мостранссклад;
- № 29/1 — издательство «Топливо и энергетика»; Ремесленная академия;

По чётной стороне: